# Necydalis lateralis
Necydalis lateralis är en skalbaggsart som beskrevs av Maurice Pic 1939. Necydalis lateralis ingår i släktet stekelbockar, och familjen långhorningar. Inga underarter finns listade i Catalogue of Life.